# ملادن لازاريفيتش
ملادن لازاريفيتش هو لاعب كرة قدم صربي في مركز الدفاع، ولد في 16 يناير 1984 في زمون ‏ في صربيا. شارك مع منتخب صربيا تحت 21 سنة لكرة القدم. أما مع النوادي، فقد لعب مع سبارتاك سوبتيتسا ونابريداك كروشيفاتس ونادي أورداباسي ونادي بارتيزان ونادي غسترش فولاد ونادي كورتريك.

## وصلات خارجية
- ملادن لازاريفيتش على موقع الاتحاد الأوربي (الإنجليزية)
- ملادن لازاريفيتش على موقع قاعدة بيانات كرة القدم.إي يو (الإنجليزية)
- ملادن لازاريفيتش على موقع Soccerway.com (الإنجليزية)
- ملادن لازاريفيتش على موقع عالم كرة القدم.نت (الإنجليزية)